# 2-й Лучевой просек
2-й Лучево́й про́сек (с 1840 года до 1927 года — 2-й Соко́льничий Лучево́й про́сек) — просека в Восточном административном округе города Москвы на территории района Сокольники.

## История
Просек получил современное название в 1927 году, до этого с момента образования в 1840 году носил название 2-й Сокольничий Лучевой просек. И современное, и историческое названия даны по радиальному (как луч) положению просека относительно Сокольнического круга.

## Расположение
2-й Лучевой просек проходит по территории парка «Сокольники» на северо-запад от проезда Сокольнического Круга, пересекает Митьковский проезд и Поперечный просек, проходит далее, вблизи станции Москва-3 Ярославского направления Московской железной дороги поворачивает на северо-восток, проходит параллельно путям до 3-го Лучевого просека. Нумерация домов начинается от проезда Сокольнического Круга.

## Транспорт

### Наземный транспорт
По 2-му Лучевому просеку не проходят маршруты наземного общественного транспорта. У северо-западного конца просека, на Поперечном просеке, расположена остановка «2-й Лучевой просек» автобуса № 140.

### Метро
- Станции метро «Сокольники» Сокольнической линии и «Сокольники» Большой кольцевой линии (соединены переходом) — юго-восточнее просека, на Сокольнической площади
- Станция метро Алексеевская

### Железнодорожный транспорт
- Станция Москва-3 Ярославского направления Московской железной дороги — у северо-западного конца просека